# Tetranitratoxicarboni

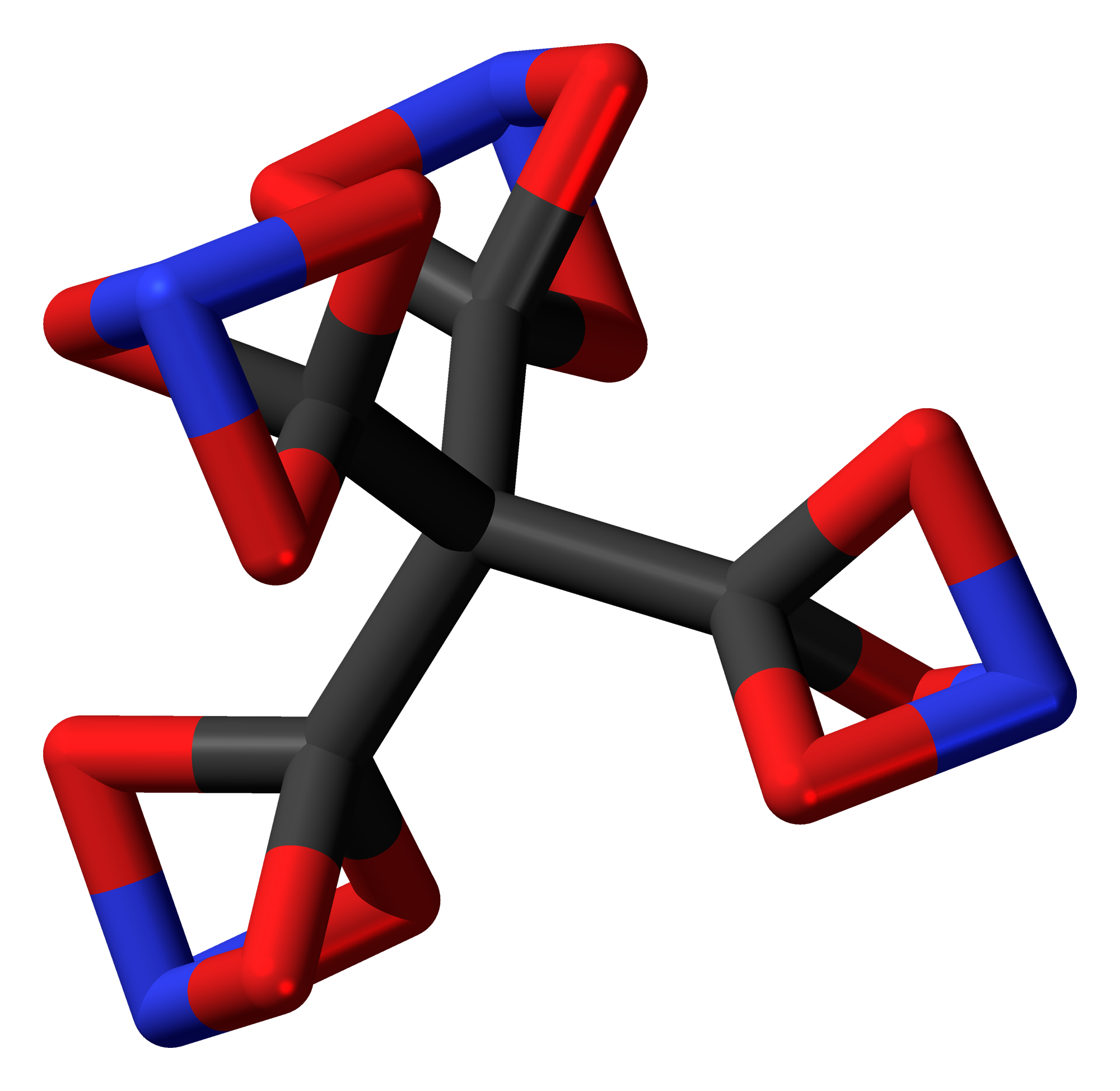
Estructura tridimensional del Tetranitratoxicarboni segons un model de barres. El gris fosc representa el carboni, el vermell l'oxigen i el blau el nitrogen.

El Tetranitratoxicarboni, formalment conegut com a tetraquis(nitratoxicarboni)metà, és una molècula hipotèticament possible però no encara sintetitzada. Era desconeguda per a la ciència fins que Clara Lazen, una nena de deu anys, en va fer un model molecular. Consta com a coautora de l'article científic de la molècula.

## Descobriment
El professor de ciència Kenneth Boehr feia servir models moleculars de boles i barres per a representar molècules senzilles, quan l'alumna de deu anys Clara Lazen va muntar un model complex i va preguntar si es tractava d'un model real.
Insegur de la resposta, Boehr va enviar una fotografia del model al químic i amic Robert Zoellner, professor universitari de Química a la Humboldt State University. Zoellner va cercar la molècula a la base de dades 'Chemical Abstracts' i va confirmar que l'estructura de Lazen era única i mai abans s'havia reconegut.
Zoellner va escriure un article científic sobre la molècula, publicat a Computational and Theoretical Chemistry (Química Computacional i Teòrica), acreditant Lazen i Boehr com a coautors.

## Propietats
El tetranitratoxicarboni està format per oxigen, nitrogen, i carboni, amb una estructura similar a la de la nitroglicerina. Es prediu que té propietats explosives.